# Гай Аппулей Таппон
Гай Аппуле́й Таппо́н (лат. Gaius Appuleius Tappo; I век до н. э.) — римский политический деятель из плебейского рода Аппулеев, продвинувшийся в своей карьере до претуры включительно. Время его жизни точно неизвестно.

## Происхождение
Гай Аппулей происходил из весьма знатного плебейского рода; известно, что его родной отец носил преномен Марк. В историографии считается, что когномен Гая — «Таппон» (Tappo) — может иметь общее происхождение с другим родовым прозвищем — «Таппул» (Tappulus), присущим представителям Виллиев. 
Предполагается также, что какие-то родственные связи прослеживаются между сыном Марка Аппулея Таппона и понтификом Гаем Аппулеем, сыном Гая, Таппоном, чьё имя содержит надпись из Аквилеи, которую датируют эпохой поздней Республики или периодом принципата Августа.

## Биография
Гай Аппулей Таппон упоминается только в одной латинской надписи, тоже обнаруженной в Аквилее (CIL V 862) и датируемой временем поздней Республики или эпохой принципата Октавиана. Из её текста следует, что Аппулей последовательно занимал должности судьи по уголовным делам, квестора, народного трибуна, эдила и претора; впрочем, точных датировок нет. Лишь квестуру некоторые учёные предположительно относят к 40-м годам до н. э. (по их мнению, Таппон мог её занимать ещё до диктатуры Юлия Цезаря, то есть до 44 года)
По версии итальянского эпиграфиста А. Деграсси, в составе судебной коллегии Гай мог состоять, уже будучи эдилицием (то есть бывшим эдилом).